# Декер, Мишель де
Мишель де Декер (фр. Michel de Decker; 23 января 1948, Сен-Поль-сюр-Мер (Север) — 17 августа 2019, Руан (Приморская Сена)) — французский писатель

 и обозреватель, специализирующийся на истории.

## Карьера

### Писатель и продюсер
Мишель де Деккер был приверженцем традиций Андре Кастело и Алена Деко, вместе с которыми он неоднократно участвовал в телепередачах посвященной истории, на телеканале France Inter. С 1987 года он возглавлял союз писателей Нормандии. Будучи автором около тридцати статей у ряда издательств, он также был продюсером телепередач, обозревателем и лектором на тему истории.

## Смерть
17 августа 2019 г. в возрасте 71 года, Мишель де Декер скончался от рака.

## Награды
- Кавалер Ордена Академических пальм (2002)
- Кавалер Ордена Искусств и литературы (2000)